# Поповка (Новленский сельсовет)
Поповка — деревня в Вологодском районе Вологодской области.
Входит в состав Новленского сельского поселения, с точки зрения административно-территориального деления — в Новленский сельсовет.
Расстояние по автодороге до районного центра Вологды — 67 км, до центра муниципального образования Новленского — 7 км. Ближайшие населённые пункты — Погостец, Ведраково, Тупочелово, Алексеевское.
По переписи 2002 года население — 4 человека.